# مونسوارام (روستا)
مونسوارام (به لاتین: Munneswaram) یک منطقهٔ مسکونی در سری‌لانکا است که در ناحیه پوتالام واقع شده‌است.